# タナワット・スエンチッタウォン
タナワット・スエンチッタウォン（タイ語: ธนวัฒน์ ซึ้งจิตถาวร、2000年1月8日 - ）は、タイのサッカー選手。タイ代表。ポジションはMF。

## クラブ歴
スパンブリー県の生まれであるが、フランスに移住し同国籍を取得した。
13歳の時にASナンシーの下部組織に移籍し、セカンドチームに昇格した。
2020年9月19日にレスター・シティFCU-23にフリー移籍した。2021年4月3日に行われたプレミアリーグ・マンチェスター・シティFC戦で初のトップチームベンチ入りを果たしたが出場は無かった。
2023年7月17日、ムアントン・ユナイテッドFCへの加入が発表された。

## 代表歴
U-16、U-17年代ではフランス代表としての出場をしたが、U-23代表からはタイ代表として出場している。
2021年4月12日、2022 FIFAワールドカップ・アジア2次予選のメンバーとして西野朗監督に選出された。同年5月29日のタジキスタン代表との親善試合で代表初出場、その後2020 AFFスズキカップにも出場した。